# Панютинська селищна рада
Паню́тинська се́лищна ра́да — орган місцевого самоврядування у складі Лозівської міської ради Харківської області. Адміністративний центр — селище міського типу Панютине.

## Загальні відомості
- Панютинська селищна рада утворена в 1917 році.
- Територія ради: 10,54 км²
- Населення ради: 7 698 осіб (станом на 2001 рік)

## Населені пункти
Селищній раді підпорядковані населені пункти:
- смт Панютине
- с. Хлібне

## Склад ради
Рада складається з 30 депутатів та голови.
- Голова ради: Корпан Олекій Петрович
- Секретар ради: Удовіченко Інна Олександрівна

### Керівний склад попередніх скликань
| ПІБ                       | Основні відомості                                                                     | Дата обрання | Дата звільнення |
| ------------------------- | ------------------------------------------------------------------------------------- | ------------ | --------------- |
| Тютюник Ірина Анатоліївна | Селищний голова, 1955 року народження, позапартійна                                   | 26.03.2006   | 30.04.2009      |
| Корпан Олекій Петрович    | Селищний голова, 1975 року народження, освіта вища, член Комуністичної партії України | 31.10.2010   |                 |

Примітка: таблиця складена за даними джерела

### Депутати
За результатами місцевих виборів 2010 року депутатами ради стали:

#### За суб'єктами висування
| Суб'єкт висування                 | Кількість обраних депутатів | %   |
| --------------------------------- | --------------------------- | --- |
| Самовисування                     | 12                          | 40  |
| Комуністична партія України       | 9                           | 30  |
| Партія «Відродження»              | 3                           | 10  |
| Партія регіонів                   | 3                           | 10  |
| Політична партія «Сильна Україна» | 2                           | 6,7 |
| Соціалістична партія України      | 1                           | 3,3 |

#### За округами
| № округу                          | Прізвище, ім'я, по батькові       | Дата визнання обраним | Освіта         | Партійна приналежність                  | Відомості про обраного депутата                             |
| --------------------------------- | --------------------------------- | --------------------- | -------------- | --------------------------------------- | ----------------------------------------------------------- |
| Комуністична партія України       |                                   |                       |                |                                         |                                                             |
| 8                                 | Балясна Ірина Вікторівна          | 04.11.2010            | Освіта середня | член Комуністичної партії України       | ФОП «Балясна І. В.», підприємець                            |
| 9                                 | Уколова Олександра Сергіївна      | 04.11.2010            | Освіта вища    | член Комуністичної партії України       | Лозівська міська районна СЕС, лікар                         |
| 12                                | Щукін Сергій Іванович             | 04.11.2010            | Освіта вища    | позапартійний                           | пенсіонер                                                   |
| 13                                | Петренко Світлана Іванівна        | 04.11.2010            | Освіта вища    | позапартійна                            | Панютинська селищна рада, заступник селищного голови        |
| 18                                | Корпан Олександр Петрович         | 04.11.2010            | Освіта вища    | член Комуністичної партії України       | ТОВ «Торговий Дім ЗМГ», торговельний представник            |
| 25                                | Омельченко Людмила Борисівна      | 04.11.2010            | Освіта середня | член Комуністичної партії України       | УДЦ «Укрспецвагон», електрик                                |
| 26                                | Хмара Віктор Михайлович           | 04.11.2010            | Освіта середня | позапартійний                           | УДЦ «Укрспецвагон», токар                                   |
| 27                                | Сахаров Андрій Вікторович         | 04.11.2010            | Освіта вища    | член Комуністичної партії України       | Панютинське ВУЖКГ, робітник                                 |
| 28                                | Ткаченко Наталія Олександрівна    | 04.11.2010            | Освіта вища    | позапартійна                            | УДЦ «Укрспецвагон», інженер                                 |
| Партія «ВІДРОДЖЕННЯ»              |                                   |                       |                |                                         |                                                             |
| 10                                | Артеменко Олександр Вікторович    | 04.11.2010            | Освіта вища    | член Партії «ВІДРОДЖЕННЯ»               | Локомотивне депо Лозова, начальник відділу                  |
| 11                                | Гуляєв Олександр Юрійович         | 04.11.2010            | Освіта вища    | позапартійний                           | УДЦ «Укрспецвагон», начальник відділу                       |
| 20                                | Таранік Олена Віталіївна          | 04.11.2010            | Освіта вища    | позапартійна                            | Локомотивне депо Лозова, інспектор відділу кадрів           |
| Партія регіонів                   |                                   |                       |                |                                         |                                                             |
| 5                                 | Шуть Наталія Іванівна             | 04.11.2010            | Освіта середня | член Партії регіонів                    | Лозівський міський територіальнийцентр, соціальний робітник |
| 15                                | Гуляєва Тетяна Анатоліївна        | 04.11.2010            | Освіта вища    | позапартійна                            | Панютинська селищна рада, спеціаліст першої категорії       |
| 24                                | Удовіченко Інна Олександрівна     | 04.11.2010            | Освіта вища    | позапартійна                            | Панютинська селищна рада, секретар                          |
| Політична партія «Сильна Україна» |                                   |                       |                |                                         |                                                             |
| 17                                | Шевченко Світлана Василівна       | 04.11.2010            | Освіта вища    | член Політичної партії «Сильна Україна» | Шебелинське ЦВРУ ОМГ, майстер                               |
| 23                                | Лученцов Олександр Володимирович  | 04.11.2010            | Освіта вища    | член Політичної партії «Сильна Україна» | УДЦ «Укрспецвагон», інспектор-прийомщик                     |
| Соціалістична партія України      |                                   |                       |                |                                         |                                                             |
| 2                                 | Ліщіна Талла Олександрівна        | 04.11.2010            | Освіта вища    | позапартійна                            | пенсіонер                                                   |
| Самовисування                     |                                   |                       |                |                                         |                                                             |
| 1                                 | Макаренко Олександр Олександрович | 09.01.2011            | Освіта середня | член Комуністичної партії України       | ДП «Укрспецвагон», слюсар                                   |
| 3                                 | Лученцова Наталія Василівна       | 04.11.2010            | Освіта вища    | член Партії «ВІДРОДЖЕННЯ»               | УДЦ «Укрспецвагон», електромонтер зв'язку                   |
| 4                                 | Найпак Валентин Сергійович        | 04.11.2010            | Освіта вища    | позапартійний                           | Панютинське ВУЖКГ, інженер                                  |
| 6                                 | Гуляєв Олександр Анатолійович     | 04.11.2010            | Освіта вища    | член Партії «ВІДРОДЖЕННЯ»               | УДЦ «Укрспецвагон», начальник відділу                       |
| 7                                 | Редченко Тетяна Анатоліївна       | 09.01.2011            | Освіта середня | член Комуністичної партії України       | Панютинська СШ № 1, технічний працівник                     |
| 14                                | Малиш Віктор Вікторович           | 04.11.2010            | Освіта вища    | член Партії «ВІДРОДЖЕННЯ»               | УДЦ «Укрспецвагон», майстер                                 |
| 16                                | Ткаченко Вячеслав Олександрович   | 09.01.2011            | Освіта вища    | позапартійний                           | КП Панютинське ВУЖКГ, начальник                             |
| 19                                | Таміліна Валентина Анатоліївна    | 09.01.2011            | Освіта вища    | позапартійна                            | Панютинська селищна рада, головний бухгалтер                |
| 21                                | Левченко Валентина Олександрівна  | 04.11.2010            | Освіта вища    | член Партії «ВІДРОДЖЕННЯ»               | УДЦ «Укрспецвагон», начальник відділу кадрів                |
| 22                                | Скрипаль Наталія Станіславівна    | 09.01.2011            | Освіта вища    | позапартійна                            | Панютинська селищна рада, спеціаліст відділу обліку         |
| 29                                | Терещенко Віталій Миколайович     | 04.11.2010            | Освіта вища    | член Партії «ВІДРОДЖЕННЯ»               | УДЦ «Укрспецвагон», начальник цеху                          |
| 30                                | Сидоренко Костянтин Васильович    | 04.11.2010            | Освіта вища    | член Партії «ВІДРОДЖЕННЯ»               | УДЦ «Укрспецвагон», головний технолог                       |